# Pro TV
Pro TV es un canal generalista de televisión privada, con sede en Bucarest y disponible en Rumanía y Moldavia. Es la principal cadena privada de Rumanía y compite por el liderazgo con TVR1, canal público de Televiziunea Română.

## Historia
Con la caída de la dictadura de Nicolae Ceauşescu el nuevo Gobierno democrático decidió liberalizar antiguos monopolios del Estado, entre ellos las emisiones de TV. Las emisiones de cadenas comerciales privadas comenzaron en Rumanía en 1994 con Antena 1. Pro TV nacerá el 1 de diciembre de 1995, dirigida por el grupo de televisiones de Europa Oriental CME Enterprises.
Con el paso del tiempo la cadena fue adquiriendo series internacionales y consolidándose con el nacimiento de otros canales para televisión por cable, y la aparición de una versión moldava del canal en 1999. Actualmente compite por el liderazgo de las audiencias con TVR1 y Antena 1, y es el canal con mayor facturación publicitaria de Rumanía.

## Programación
Su oferta está dirigida a un público generalista, enfocándolo a un público joven entre los 15 a 49 años.

### Deporte
- UEFA Champions League
- Balonmano
- Copa Mundial de Clubes

### Programas
- Romanii au talent (versión rumana de Got Talent)
- Dansez pentru tine (versión rumana de Bailando por un sueño)
- Happy Hour
- Frumusete pe muchie de cutit (versión rumana Extreme Makeover)
- România, te iubesc!

### Series nacionales
- Anticamera
- Arestat la domiciliu
- Cu un pas inainte (versión rumana de Un paso adelante)

### Series internacionales
- CSI
- Entre fantasmas
- Prison Break
- Supernatural
- The Young and the Restless

## Otros canales
Pro TV posee una versión internacional de su canal dirigida al público rumano emigrante llamada Pro TV International. Se basa en los informativos de la cadena, producción propia y otros programas como películas de producción rumana, reposiciones y producción propia con magacines expresos para el canal. Dicho canal puede verse en España a través de la plataforma de cable ONO,incluido en su paquete de acceso o Esencial, en Telecable en la opción Más TV y a través de Canal+, incluido a partir del paquete básico.
Dentro de Rumanía, el grupo CME tiene también los canales Sport.ro (deporte) y Pro Cinema (cine) y Acasă (canal pensado para la mujer).